# Szydłówka
Szydłówka (prononciation : [ʂɨdˈwufka]) est un village polonais de la gmina d'Olszanka dans le powiat de Łosice de la voïvodie de Mazovie dans le centre-est de la Pologne.
Il se situe à environ 11 kilomètres au sud-ouest de Łosice (siège du powiat) et à 112 kilomètres à l'est de Varsovie (capitale de la Pologne).
Le village possède approximativement une population de 275 habitants en 2010.

## Histoire
De 1975 à 1998, le village appartenait administrativement à la voïvodie de Biała Podlaska.